# Denver Fox
Denver Derick Fox Brachettes (Bluefields, Costa Caribe Sur, 22 de noviembre de 1997) es un futbolista nicaragüense. Juega de portero y su equipo actual es el Deportivo Ocotal de la Primera División de Nicaragua.

## Selección nacional
Ha sido internacional con la selección de fútbol de Nicaragua, habiendo debutado el 25 de febrero de 2020 en un amistoso contra Panamá que concluyó con empate 0-0.

## Clubes
| Club                               | País      | Año       |
| ---------------------------------- | --------- | --------- |
| Real Estelí F. C.                  | Nicaragua | 2017-2018 |
| A. R. T. Municipal Jalapa (cesión) | Nicaragua | 2018      |
| Real Estelí F. C.                  | Nicaragua | 2019-2022 |
| C. D. Real Sociedad                | Honduras  | 2022-2023 |
| Deportivo Ocotal                   | Nicaragua | 2023-     |

## Palmarés

### Campeonatos nacionales
| Título          | Club              | País      | Año  |
| --------------- | ----------------- | --------- | ---- |
| Torneo Clausura | Real Estelí F. C. | Nicaragua | 2019 |
| Torneo Apertura | Real Estelí F. C. | Nicaragua | 2019 |
| Torneo Apertura | Real Estelí F. C. | Nicaragua | 2020 |